# Aliud Pharma
Die Aliud Pharma GmbH (Eigenschreibweise: ALIUD PHARMA) ist ein deutsches Pharmaunternehmen mit Sitz im baden-württembergischen Laichingen. Die hundertprozentige Tochtergesellschaft von Stada ist eine Vertriebsgesellschaft für verschreibungspflichtige und rezeptfreie Generika.

## Geschichte
Aliud Pharma wurde 1986 in Blaustein-Wippingen gegründet. Im gleichen Jahr zog das Unternehmen an den Standort Laichingen.
Die Gründungsidee war, ein Pharmaunternehmen mit einer Marketing- und Vertriebsstruktur ohne Außendienst oder TV-Werbung zu schaffen. Aus dieser Idee heraus entstand auch der Unternehmensname – das lateinische Wort aliud bedeutet ‚etwas anderes‘.

Logo bis 2011

Von 1991 bis 1996 gehörte Aliud Pharma zur Gehe AG. Seit 1996 ist das Unternehmen eine hundertprozentige Tochtergesellschaft des Stada-Konzerns.

## Produkte
Aliud Pharma ist ein Vollsortimenter für verschreibungspflichtige und rezeptfreie Generika-Präparate. 2017 umfasste das Angebot insgesamt rund 1800 Artikel, bestehend aus fast 300 Substanzen in 50 verschiedenen Darreichungsformen und über 700 Präparaten. Fast alle Produkte enthalten als Identifikationsmerkmal das Kürzel AL im Namen.
Die umsatzstärksten Wirkstoffe sind Stand 2016 die Opioide Tilidin/Naloxon, Hydromorphon, Oxycodon und Fentanyl. Das bekannteste Produkt von Aliud Pharma ist Nasenspray AL 0,1 % (Xylometazolin).

## Kennzahlen, Marktposition und Mitgliedschaften
Nach eigenen Angaben erwirtschaftete Aliud Pharma im Geschäftsjahr 2015 mit knapp 70 Mitarbeitern einen Umsatz von 468 Millionen Euro und vertreibt fast 70 Millionen Produktpackungen im Jahr. Das Mutterunternehmen Stada weist im Geschäftsbericht 2015 für Aliud Pharma einen Umsatz von 194 Millionen Euro in der Marktregion Deutschland aus.
Gemäß Marktbericht 2015 von IMS Health rangiert Aliud Pharma nach Umsatz auf Platz 3 und nach der Anzahl der abgesetzten Packungen auf Rang 5 der zehn führenden Generikaunternehmen im deutschen Apothekenmarkt.